# Maculonaclia elongata
Maculonaclia elongata är en fjärilsart som beskrevs av Griveaud 1964. Maculonaclia elongata ingår i släktet Maculonaclia och familjen björnspinnare. Inga underarter finns listade i Catalogue of Life.